# Soccer Mommy
Soccer Mommy est le nom de scène de Sophia Regina Allison, une auteure-compositrice-interprète américaine de rock indépendant.

## Biographie
Sophia Regina Allison est née en Suisse et a grandi à Nashville dans l'état du Tennessee. Elle a fréquenté la Nashville School of the Arts, où elle a étudié la guitare et joué dans un groupe de swing.
Elle commence la guitare dès l'âge de six ans, ce qui la pousse ensuite à commencer à faire de la musique. Au cours de l'été 2015, alors qu'elle est sur le point de partir à l'Université de New York (où elle a étudié le business de la musique) elle publie les enregistrements de ses chansons sur Bandcamp en tant que Soccer Mommy. Alors à l'université, Allison a donné son premier concert en tant que Soccer Mommy, à l'espace d'art communautaire Silent Barn à Bushwick, Brooklyn. En 2017, Peu de temps après avoir signé avec Fat Possum Records, elle quitte l'université, pour revenir à Nashville et y poursuivre sa carrière musicale.
Depuis le début de sa carrière, Soccer Mommy, a sorti cinq Long play. Son premier album, For Young Hearts, est sorti en 2016 sur Orchid Tapes. Son deuxième album, Collection, est sorti en 2017 sur Fat Possum Records,,,,. Son premier album proprement dit, intitulé Clean, est sorti le 2 mars 2018.
Elle a fait des tournées avec Mitski, Jay Som, Slowdive, Frankie Cosmos, Liz Phair, Phoebe Bridgers et d'autres.  Elle a rejoint Paramore et Foster the People lors de la première moitié de leur tournée d'été 2018. Soccer Mommy a fait la première partie de Vampire Weekend à l'automne. En février 2020, elle a joué lors d'un des rassemblements pour la campagne présidentielle 2020 de Bernie Sanders. Elle sort le même mois son nouvel album, intitulé Color Theory, plus sombre dans son style que ses opus précédents.
Un troisième album, intitulé Sometimes, Forever, est sorti le 24 juin 2022.
Un quatrième album, intitulé Evergreen, est sorti le 25 octobre 2024.

## Influences
Sophia Regina Allison cite, Parmi ses influences, les musiciennes Mitski, Taylor Swift et Avril Lavigne, ainsi que les villes de Nashville et de New York. Le disque d'Avril Lavigne, Under My Skin, est le tout premier CD qu'elle a possédé.
Allison dit que sa musique est influencée par la musique pop, et qu'elle s’efforce d'inclure des éléments accrocheurs dans ses chansons.

## Discographie

### Albums studio
- 2016 : For Young Hearts
- 2017 : Collection
- 2018 : Clean
- 2020 : Color Theory
- 2022 : Sometimes, Forever
- 2024 : Evergreen

### EP
- 2015 : Songs for the Recently Sad
- 2015 : Songs From My Bedroom
- 2016 : Songs From My Bedroom (pt. 2)
- 2023 : Karaoke Night

### Singles
- 2017 : Last Girl / Be Seeing You
- 2018 : Henry / I'm On Fire
- 2018 : Your Dog / Blossom (Wasting All My Time)
- 2019 : Blossom (Demo) / Be Seeing You
- 2019 : Lucy
- 2019 : Yellow is the color of her eyes / lucy
- 2020 : Circle the drain
- 2020 : Bloodstream
- 2022 : Shotgun
- 2022 : Bones
- 2022 : Unholy Affliction
- 2024 : M
- 2024 : Lost